# Acacius
Acacius (in greco antico: Ἀκάκιος?; Amida, ... – ...; fl. VI secolo) è stato un militare bizantino, attivo ad Alessandria durante il regno di Giustiniano I (527–565).

## Biografia
Acacius era nativo di Amida, e Zaccaria Scolastico lo definisce "Bar Eshkhofo", che sembra significare "figlio di un calzolaio". Zaccaria afferma anche che dopo la deposizione del patriarca Paolo di Alessandria e la sua sostituzione con Zoilus (nel 539/540), Acacius era l'ufficiale militare incaricato di proteggere Zoilus dall'ostile popolazione di Alessandria. Acacius era probabilmente un militare professionista, ma sembra aver ricoperto una carica minore, forse era un comes rei militaris o un tribunus (comandante di un reggimento di cavalleria).